# Elżbieta Kuczyńska
Elżbieta Lidia Kuczyńska (ur. 18 listopada 1949 w Warszawie, zm. 17 sierpnia 2018 w Gorzowie Wielkopolskim) – polska piosenkarka i gitarzystka z nurtu piosenki studenckiej, turystycznej i poezji śpiewanej.

## Życiorys
Pochodziła z Warszawy. Już w latach 60. XX wieku debiutowała jako sopranistka w Chórze Kantatowo-Oratoryjnym Filharmonii Poznańskiej. W 1973 uzyskała tytuł magistra inżyniera elektryka na Politechnice Poznańskiej i w tym samym roku na stałe zamieszkała w Gorzowie Wielkopolskim. W okresie studiów rozpoczęła występy na przeglądach oraz festiwalach piosenki studenckiej i turystycznej akompaniując sobie na gitarze. W 1969 zdobyła główną nagrodę na I Festiwalu Studenckiej Piosenki Rajdowej w Poznaniu. W 1974 została laureatką Złotego Samowaru oraz nagrody dziennikarzy na Festiwalu Piosenki Radzieckiej w Zielonej Górze i w tym samym roku została także laureatką jednej z trzech głównych nagród w konkursie Mikrofon dla Wszystkich podczas XII Krajowego Festiwalu Piosenki Polskiej w Opolu. W 1976 podczas Wielkopolskich Rytmów Młodych w Jarocinie zdobyła Złotego Kamelona, zaś podczas IV Ogólnopolskich Spotkań Zamkowych „Śpiewajmy Poezję” w Olsztynie w 1977 została laureatką III nagrody. W 1978 została wyróżniona Złotym Pierścieniem i nagrodą dziennikarzy w trakcie Festiwalu Piosenki Żołnierskiej w Kołobrzegu. Występowała także w Niemczech, ZSRR i Jugosławii, a w latach 1983–1985 na terenie Słowenii i Macedonii. Po powrocie do Polski w 1986 uzyskała uprawnienia piosenkarki zawodowej. Dokonała także szeregu nagrań fonograficznych wydanych w formie kaset magnetofonowych, zaś w 1999 ukazała się jej pierwsza płyta CD.
Współpracowała z różnymi teatrami, zaś od lat 90. XX wieku prowadziła grupy teatralne w Młodzieżowym Domu Kultury, mając w dorobku reżyserskim ponad 50 przygotowanych i wyreżyserowanych spektakli. Reżyserowany przez nią monodram Anny Duk – Persepolis został w 2008 nagrodzony Złotą Podkową Pegaza na Ogólnopolskim Festiwalu Monodramów w Suwałkach. Od 2005 związana była z chórem prawosławnym Sotiria. Była inicjatorką Ogólnopolskich Spotkań Młodych Autorów i Kompozytorów SMAK. Współpracowała z Radiem Gorzów prowadząc tam audycje W krainie gitary i pióra oraz Twoja poezja, a także Radiem Pozytyw dla, którego zrealizowała audycje Muzyka podszyta poezją i Klub książki mówionej.
Poza ukończonym w 1973 studiami na Politechnice Poznańskiej była także absolwentką Papieskiego Fakultetu Teologicznego we Wrocławiu i studiów podyplomowych kultury żywego słowa na Uniwersytecie Warszawskim. Ukończyła także studium pomocy psychologicznej na Uniwersytecie Poznańskim.
W 2009 została uhonorowana Odznaką Honorową Miasta Gorzowa Wielkopolskiego.
Pochowana na cmentarzu komunalnym w Gorzowie Wielkopolskim (30K/12/12).